# Салем (рисунок)
«Салем» (англ. «Salem») — наиболее известная в настоящее время акварель валлийского художника Сиднея Курноу Воспера. Создана в 1908 году. Работа запечатлела интерьер баптистской часовни Салем в общине Пентре-Гвинврин в графстве Гуинет на территории Северного Уэльса. Широко распространено мнение, что в складках и узоре ткани шали, наброшенной на руку пожилой женщины — главного персонажа акварели, художник изобразил лицо дьявола.
Акварель входит в собрание Художественной галереи леди Левер в Порт-Санлайт в графстве Мерсисайд. Она была приобретена у художника Уильямом Левером, 1-м виконтом Леверхьюмом, в 1909 году за сто гиней (105 фунтов стерлингов). Второй, выявленный только в 1988 году, вариант работы художника в 2019 году приобрела Национальная библиотека Уэльса.
Работа Курноу Воспера была использована в одной из первых успешных маркетинговых кампаний в Великобритании. В начале XXI века акварель «Салем» продолжает вызывать восхищение жителей Уэльса как символ валлийской культуры и очаровывает зрителей изображением образа жизни простых людей в британской провинции на рубеже XIX и XX веков. Её исследованием занимаются религиозные деятели, искусствоведы, культурологи и историки Великобритании.

## История создания и судьба акварели

### Воспер и часовня Салем
К началу XX века Сидней Курноу Воспер добился международного успеха в качестве художника-акварелиста. На культуру Уэльса он обратил пристальное внимание после женитьбы на уроженке Мертира Констанс Джеймс в 1902 году. Она происходила из семьи потомственных политиков местного уровня и, по предположению некоторых исследователей, познакомила супруга с культурой уэльской глубинки. При том, что наиболее известные в настоящее время работы художника связаны с Уэльсом, его тесная связь с этим регионом в реальности закончилась со смертью Констанс в 1910 году.
Часовня Салем находится в общине Пентре-Гвинврин в графстве Гуинет на территории Северного Уэльса. Воспер часто посещал изображённую им на акварели часовню, когда отдыхал в этом регионе. В мае 1908 года художник сначала остановился в деревне Лланбедр, но затем переехал в Брин-Хифрид (Лланвайр) и проживал на современной, построенной из местного камня, вилле с панорамным видом на залив Кардиган. Здесь он и жил во время работы в Салеме над акварелью.
По мнению баптистского пастора Гетина Рассела-Джонса, художник изобразил воскресное богослужение. Сам Курноу Воспер рассказывал в одном из писем, что его поразила музыка молебна, исполнявшегося на валлийском языке, а также доброта, отзывчивость и искренность присутствовавших в часовне верующих. Уже во время богослужения Воспер сделал карандашные наброски с натуры отдельных персонажей будущей акварели.
Считается, что в этой акварели присутствуют отчётливые мотивы более ранней работы художника, где действие также происходит в часовне, «Бретонцы на молитве» (англ. «Bretons at Prayer», 1899 или 1898, находится в составе коллекции Музея и художественной галереи замка Кивартва).

### Художник и натурщики картины
Обозреватель журнала Y Ford Gron Эйнион Эванс посвятил истории создания акварели статью в июньском номере за 1933 год. Ко времени создания статьи в живых остались только два её натурщика. Одним из них был изображённый на акварели мальчик, побеседовавший с журналистом. Впоследствии пресса сообщала, что этот мальчик по имени Эван был ещё жив в 1988 году. Y Ford Gron сообщал, что когда Воспер решил написать интерьер часовни во время молебна, то договорился с местными жителями, что они будут позировать ему в самой часовне. Художник начал работу над акварелью в июне 1908 года и продолжал её до конца сентября. Натурщики приходили позировать ему на сеансы продолжительностью час или несколько больше. Художник восхищался позже «насколько все они были сознательны и добросовестны, насколько были заинтересованы в создании картины».
Художник приезжал в часовню на зелёном велосипеде, который стал местной достопримечательностью. Необходимые для создания акварели краски и кисти он привязывал к поперечной перекладине велосипеда. Местный подросток Уильям Уильямс отвозил натурщиков на место позирования на принадлежавшем его семье пони. Служитель часовни был услужлив по отношению к художнику и не возражал против того, чтобы часовня использовалась для натурных работ. Он, однако, по замечанию Курноу Воспера, был разочарован тем, что ему самому не нашлось места на акварели.
Все персонажи «Салема» были изображены художником с известных в настоящее время по именам натурщиков. Шан Оуэн (валл. Siân Owen, 1837—1927, встречается и другая версия этого имени — Шани Оуэн, валл. Shani Owen) — центральный персонаж акварели. Она родилась на удалённой ферме, а затем переехала в местечко Форд-Гройс в общине Лланвайр, где умерла в возрасте 90 лет. На момент создания акварели ей был 71 год. В то время она была вдовой, жила в принадлежавшем ей небольшом коттедже и воспитывала двух внуков Роберта и Джорджа (по другой версии — сыновей). Они оба погибли во время Первой мировой войны. Шан Оуэн скончалась в 1927 году и была похоронена на кладбище в Харлехе. В 1910 году Воспер изобразил Шан Оуэн вновь — на своей работе «Базарный день в старом Уэльсе» (англ. «Market Day in Old Wales», Национальный музей Уэльса, Кардифф).
Под циферблатом настенных часов изображён Роберт Уильямс, диакон часовни Салем. Он сидит на скамье и в молитве склонил лицо на соединённые на узком деревянном столике руки. Роберт Уильямс стал дьяконом в 1894 году, а позже — церковным казначеем. Односельчане высоко ценили его. Он был женат, известен скромностью, доброжелательностью, хорошо разбирался в Священном Писании, вёл занятия в воскресной школе и регулярно посещал молитвенные собрания.
Рядом с ним (этот персонаж хуже всех виден зрителям, так как его частично заслоняет фигура Шан Оуэн) находится Лаура Уильямс из общины Лланвайр. Джолион Гудмен и Тал Уильямс охарактеризовали её как скромную, трудолюбивую женщину, которая держала небольшой магазин. Она знала много интересных историй и считалась приятной собеседницей. Вправо от этого персонажа спиной опирается на стену Оуэн Джонс, известный односельчанам как Оуэн Шон.
Фигура справа от Оуэна Джонса не была создана с натуры, это — манекен. Маленький мальчик, сидящий в повороте на три четверти по отношению к зрителю, опустив голову, — Эван Эдвард Ллойд, рядом с ним — Мэри Роулендс (в некоторых источниках она — Роуленд). Кроме «Салема» Воспер запечатлел её на небольшом акварельном портрете «Мэри Роулендс», приобретённом в 1984 году Национальной библиотекой Уэльса в Аберистуите. Мальчику было всего шесть лет, у него были рыжие волосы. Он с трудом сохранял спокойствие, поэтому художник начертил прямо на скамье мелом две линии — границы, за которые он не должен был перемещаться. За позирование он получал в награду фрукты и шоколад, которые Воспер раскладывал на подставку для книг перед ним. Художник вручил Эвану Ллойду, сидевшему со своей тётей Мэри Роулендс, коробку Quaker Oats, которую тот держал в руках во время сеанса позирования вместо сборника гимнов, поскольку художник боялся, что мальчик будет отвлекаться и начнёт перелистывать страницы книги. Некоторое время считалось, что позировал Восперу другой мальчик — Эван Роулендс. Но это оказалось ошибкой. Воспер действительно первоначально пытался использовать Эвана Роулендса в качестве натурщика, но отказался от этой мысли, так как он оказался слишком непоседливым. В результате, кузен Роулендса Эван Эдвард Ллойд заменил его. Этому мальчику не нравился процесс позирования, поэтому художник был вынужден спешить с завершением картины. Тал Уильямс писал, что Эван Эдвард Ллойд очень боялся манекена и считал, что он может ожить. Мальчик, по его словам, гордился своей миссией натурщика, и сожалел, когда картина была закончена.
В крайнем правом углу, склонив голову на соединённые в молитве кисти рук, изображён Уильям Джонс (Шон), брат Оуэна Шона. Джолион Гудмен и Рианнон Дэвис Джонс, напротив, писали, что Уильям Шон сидит под окном, правда, Гудмен и Уильямс делали примечание, что Уильям был непоседлив, поэтому его на этом месте подменял позировавший для находящейся в правой части акварели фигуры брат. Уильям был каменщиком, а Оуэн — моряком на пенсии, владевшим собственной лодкой. Оуэн был вдовцом, а Вильям — холостяком. Они жили вместе с сестрой в маленьком коттедже рядом с баптистской часовней. Мэри, их старшая сестра, вела домашнее хозяйств. Братья по натуре были очень скромными людьми, а Мэри отличалась остроумием. В ответ соседке, которая как-то сказала, что ей повезло в преклонном возрасте оказаться в окружении братьев, Мэри ответила: «В самом деле, повезло! Они как две конфорки по обе стороны от огня!». Воспер неоднократно приходил к ним домой, чтобы увидеть, ощутить и запечатлеть атмосферу типично валлийской кухни, работая над созданием «Базарного дня в старом Уэльсе».
В реальности только один из позировавших художнику был членом баптистской религиозной общины, которой принадлежала часовня Салем. Это был Роберт Уильямс, плотник и фермер, исполнявший в общине обязанности диакона.

### Одежда персонажей и интерьер часовни
Маловероятно, что традиционная чёрная валлийская шляпа была распространена даже в сельской местности Уэльса к 1908 году, и, как заявил Тал Уильямс в 2010 году в книге «Салем», ни у одной из женщин, изображённых на картине, на самом деле не было собственного подобного головного убора. Та же единственная валлийская шляпа, которую по очереди надевали три натурщицы, позировавшие художнику, и которая была надета на манекен, была позаимствована у Элин Эдвардс, бабушки Эвана Роулендса. Джолион Гудмен писал, что шляпа принадлежала жене викария Харлеха, а чепец белого цвета, надетый под шляпу, сшила супруга ректора Лланвера. Старший редактор WalesOnline Стеффан Рис также отмечал в своей статье об акварели Воспера, что одежда персонажей «Салема» относится к более раннему периоду, чем время создания этой работы художника. Джолион Гудмен даже утверждал, что валлийские шляпы вообще никогда не были типичным для жителей Уэльса головным убором, но часто использовались в якобы традиционных валлийских народных сценах на открытках для английских туристов.
Воспер платил каждому из своих натурщиков по шестипенсовику за каждый час позирования. Шаль, наброшенная на плечи и руку Шан Оуэн, была позаимствована для создания картины у некоей миссис Уильямс, жены викария соседнего Харлеха. Восперу было крайне трудно рисовать шаль, поскольку Шан Оуэн имела привычку внезапно и достаточно часто дёргать телом. В конце концов, художник был вынужден прикрепить шаль к манекену, который находился в доме Сиднея Курноу Воспера и носил шутливое прозвище Лейза Джонс. Джолион Гудмен писал в монографии о творчестве художника, что портновский манекен был специально выписан из Лондона, но Шан Оуэн не знала о том, как он на самом деле используется. Ей художник объяснил, что на манекене шаль просто висит в отсутствие натурщицы. Художник работал над акварелью прямо в здании часовни, поэтому старейшины баптистской общины настаивали на том, чтобы манекен регулярно убирали вечером в субботу перед еженедельным церковным собранием.
Другую версию воспроизвёл Гетин Рассел-Джонс в своей книге. По его утверждению, манекен служил художнику для изображения восьмой фигуры (второй персонаж справа от Шан Оуэн, на голове которого традиционная высокая валлийская шляпа). В этом с ним согласны Эйнион Эванс и сайт Национальной библиотеки Уэльса. Сайт даже утверждает, что художник использовал внешность и выражение лица Шан Оуэн для Лейзы Джонс. Обозреватель Y ford gron Эйнион Эванс сообщал, что некоторое время позировала на этом месте Мэри Роулендс, но чаще всего здесь всё-таки использовался манекен. Художник вспоминал, что часовня находилась на склоне холма и окна были всего на фут выше земли. Однажды, когда художник был внутри часовни, он увидел маленькую девочку, собирающую цветы у окна. Заглянув в часовню и увидев странную «даму» (манекен) в высоком валлийском головном уборе, девочка в страхе убежала, решив, что это — привидение.

## Акварель в коллекции музея
Акварель входит в собрание Художественной галереи леди Левер в Порт-Санлайт в графстве Мерсисайд. Она была приобретена у художника Уильямом Левером, 1-м виконтом Леверхьюмом в 1909 году. Техника исполнения изображения — акварель по бумаге. Размер — 71,1 х 69,8 см.
«Салем» Курноу Воспера демонстрировался на временных выставках. В апреле 1909 года акварель экспонировалась в Королевской академии художеств в Лондоне, где и привлекла внимание Уильяма Левера, депутата палаты общин от Либеральной партии с 1906 года, производителя мыла и крупного коллекционера произведений искусства. 29 апреля, всего через три дня после открытия, Уильям Левер посетил выставку. Он был восхищён «Салемом» и купил акварель в тот же день за 100 гиней (105 фунтов стерлингов), что в то время было значительной суммой и самой высокой ценой, которую Воспер когда-либо получал за свою работу.
Британский историк искусства, специализирующийся на изучении визуальной культуры Уэльса, Питер Лорд утверждал в своей книге, что картина была представлена на выставке 1908 года. Летом 2013 года британская общенациональная общественная телерадиовещательная компания BBC сообщала, что работа Воспера экспонируется на выставке в Музее и художественной галерее Гуинета. Демонстрацию акварели дополняли воспоминания британцев разного времени, связанные с ней, а также фотографии акварели Воспера на стенах современных валлийских квартир.

## Изображение на акварели
На работе изображена жанровая сценка в интерьере небольшой валлийской часовни. Баптистская часовня Салем — памятник валлийской церковной архитектуры I половины XIX века в общине Пентре-Гвинврин недалеко от деревни Лланбедр в графстве Гвинед на территории Северного Уэльса. Это здание расположено на холме между двумя долинами примерно в 270 метрах выше по течению от места слияния двух небольших рек. Строительство было начато в 1826 году и завершено в 1851 году. Десять лет спустя здание было расширено — к нему было пристроено жилое помещение. Одновременно был изменён и интерьер. Современные путеводители иногда допускают ошибку в датировке часовни (так, один из них относит строительство к XVIII веку), но обязательно отмечают её известность благодаря картине Сиднея Курноу Воспера. Джолион Гудмен охарактеризовал часовню как «скромное каменное здание… которое, если бы не кладбище по соседству, прохожие вполне могли бы принять за жилой дом».
Главный персонаж акварели — изображённая в центре на переднем плане реальная женщина по имени Шан Оуэн. Она показана идущей по проходу между рядами скамей к месту, которое предназначено в часовне для членов её семьи. Циферблат настенных часов (показывающий несколько минут перед десятью часами) демонстрирует зрителям, что женщина опоздала к молебну. Расположенное рядом с настенными часами окно открывает вид на скромную сельскую округу. Яркая и пёстрая шаль Шан Оуэн вступает в контраст с тёмными и скромными одеждами остальных присутствующих в помещении верующих. Было высказано предположение, что картина является живописным комментарием к одному из наиболее тяжких грехов в христианской религии — греху тщеславия. По предположению искусствоведов, Шан Оуэн пришла в часовню с опозданием намеренно, чтобы взгляды всех уже присутствующих здесь оказались направленными на неё и её обновку — дорогую шаль.
С течением времени сложилось убеждение, что на шали, наброшенной на левую руку Шан Оуэн, можно различить лицо дьявола. По мнению сторонников этой версии, узор на ткани и её складки образуют его рог, глаз, нос и бороду. Хитро скрытая в одежде именно этого персонажа акварели деталь, с точки зрения искусствоведов Галереи леди Левер в Ливерпуле, где находится основной вариант этой картины, позволяет интерпретировать само изображение как резкое осуждение тщеславия как одного из смертных грехов в христианстве. Валлийский историк и путешественница Ян Моррис, получившая известность благодаря своей трилогии «Pax Britannica», приводила мнение, что акварель демонстрирует могущество сил Зла: старуха в высокой шляпе, доминирующая над сценой благочестия и благоговейно сжимающая в руке свою Библию, «может показаться достаточно невинной только при поверхностном взгляде», на самом деле в её шали скрывается лицо дьявола «из далёкого языческого прошлого». Эту же мысль повторяет Терри Бревертон. По его мнению, акварель демонстрирует «двойственность валлийцев — богобоязненный фасад с ощутимым языческим прошлым». Встречается также предположение, что похожая на дьявола фигура появилась на картине случайно. Художник не собирался её создавать и сам не заметил, как в подобную фигуру складываются отдельные элементы изображения.

## Наброски художника к акварели
Сохранились несколько набросков художника к «Салему». Джолион Гудмен упоминает также работы Воспера «Мэри Роулендс» и «Часовня Салем. Лланбедр». Среди подготовительных зарисовок художника к «Салему» присутствует эскиз, изображающий центральный персонаж акварели в полный рост, выполненный карандашом на бумаге с предварительной сетчатой разметкой также карандашом. Эскиз входит в коллекцию Музея и художественной галереи замка Кивартва в Мертире. Джолион Гудмен обращал внимание, что художник использовал сетчатую разметку для дальнейшего увеличения изображения и переноса его на ещё не начатую акварель.
- Эскиз к акварели «Салем», Шан Оуэн
- Эскиз к «Салему». Роберт Уильямс, диакон часовни

## Вторая версия акварели
В январе 1988 года программа канала S4C «Hel Staeon» впервые обратила внимание широкой общественности на существование ещё одной версии акварели «Салем», несколько отличающейся от работы художника в собрании Галереи леди Левер. Она была атрибутирована как работа Воспера Питером Лордом, крупным авторитетом в исследовании валлийской живописи XIX—XX веков. Главным отличием в композиции второй версии акварели является отсутствие часов на задней стене часовни. Среди других отличий: значительно меньший размер, на противоположной от зрителя стене отсутствует деревянная вешалка с металлическими крючками для одежды, лица персонажей не такие чёткие, как в первой версии, лицо дьявола на шали практически неразличимо. С точки зрения Тала Уильямса, существование второго варианта усиливают ореол романтики и таинственности «Салема». Уильямс отмечал, что в семейных архивах Восперов нет ни одного упоминания о втором варианте картины.
Вторая версия принадлежала потомку Фрэнка Трехарна Джеймса, поверенному в Мертире и брату супруги художника (по версии искусствоведов Художественной галереи леди Левер и BBC, а также некоторых искусствоведов, его фамилия была не Джеймс, а Джонс). Джеймс специально ради этой работы посетил Летнюю выставку Королевского общества акварелистов, однако, был разочарован тем, что пропустил оригинал акварели, который оказался уже продан. Он попросил Воспера нарисовать вторую версию акварели. Художник откликнулся на его просьбу. Вторая версия была меньше размером, чем первая. Размер второй версии — 36 x 33 см (по данным Джолиона Гудмена, 39 x 35 см). Она была выполнена в технике акварели и гуаши с размывкой (англ. wash). Издание Antiques Trade Gazette утверждало, что этот вариант работы Воспера побывал на нескольких выставках после его обнаружения, но никогда до 2019 года не покидал семейной коллекции в результате продажи. Джолион Гудмен писал, что он был передан на время Национальному музею Уэльса в Кардиффе.
Эта версия в октябре 2019 года должна была быть представлена её владельцем для продажи на аукционе. Ориентировочная цена продажи была определена в 40 000—60 000 фунтов стерлингов. Датой торгов было назначено 19 октября, однако, Национальная библиотека Уэльса, расположенная в Аберистуите, приобрела «Салем» перед запланированным аукционом. Рассказывая о мотивах совершённой сделки, Мэри Хьюз, вице-президент библиотеки, сказала обозревателю еженедельника Antiques Trade Gazette: «Это бесценное сокровище легко могло быть потеряно страной, и это было бы большой ошибкой. За прошедшие годы в библиотеке собраны произведения искусства, изображающие жизнь валлийцев, и эта картина пополнит нашу превосходную и обширную коллекцию валлийских произведений искусства». Условия приобретения акварели библиотекой не были оглашены аукционным домом But Rogers Jones & Co. В своём заявлении для прессы его представить сказал: «Хотя мы с нетерпением ждали волнения и, возможно, драмы во время её продажи на аукционе, мы безмерно рады, что картина останется в общественной коллекции в Уэльсе».
В мартовском номере за 1988 год журнала Y Casglwr упоминался ещё один «Салем» Воспера, подписанный самим художником на обороте, который хранился у некоей миссис Энни Дэвис Эванс (эта работа была подарена Воспером её отцу, который был священнослужителем часовни Салем, об этом свидетельствует посвятительная надпись рядом с подписью самого художника и названием места, где он работал над акварелью, — Брин-Хифрид). Он практически неотличим от известной версии в собрании Галереи леди Левер. Автор статьи осторожно допускал, что это могла быть и ранняя тонированная фотография акварели. В 2002 году в связи с крупной выставкой работ Курноу Воспера в Южном Уэльсе канал BBC сообщал, что Музей и художественная галерея замка Кивартва «обладает» версией акварели «Салем», «в которую кое-что добавлено, а кое-что убрано». Художественный критик BBC отмечал, что наличие двух версий подчёркивает любовь художника к игре со зрителем. По словам критика, сравнение двух версий (из Художественной галереи леди Левер и Музея замка Кивартва) является любимым развлечением для тех, кто посещает замок. Из контекста статьи не понятно, идёт ли речь о ещё одной версии акварели — третьей по счёту, или о фотографии или копии версии, принадлежавшей Джеймсу.

## Искусствоведы, религиозные деятели и культурологи о картине

### Деятели культуры I половины XX века о «Салеме»
Мартовский выпуск журнала Yr Aelwyd за 1942 год охарактеризовал акварель как «одну из самых прекрасных картин религиозной жизни Уэльса в былые времена». Писатель, переводчик и журналист Эдвард Морган Хамфрис в статье, опубликованной в 1948 году в ежеквартальном журнале Lleufer, писал, что художнику удалось отразить «главное» в жизни сельской глубинки Уэльса: «люди одного происхождения, с одним языком, с одинаковыми интересами. Они живут в контакте друг с другом, и это, в конце концов, становится чем-то бесценным в жизни нации. Посмотрите на лицо Шан Оуэн на картине. [Художник изобразил] печаль и покой, силу и мягкость…». Картина, по мнению Хамфриса, напоминает зрителю-валлийцу о доброте, гостеприимстве, повседневном труде и религиозности, которые ему хорошо известны по собственному опыту. Самого Хамфриса «Салем» Воспера заставил вспомнить о застолье в уютной и наполненной весельем кухне, о начищенной до блеска посуде, запахе горящих дров и хлеба в пекарне, разговорах о жизни общины, дружеской и доброжелательной атмосфере. Хамфрис писал о том, что эти люди не были совершенны, а их жизнь была тяжелой, но они были частью общины и преемниками национальных традиций, и это сформировало их характеры.

### Деятели культуры II половины XX века об акварели
Профессор искусствоведения и руководитель школы искусств Уэльского университета в Аберистуите Джон Харви в монографии «Искусство благочестия: визуальная культура валлийского нонконформизма» видел в акварели Воспера реализацию способности искусства «учить идеалам посредством изображений». «Салем», с его точки зрения, является символом традиционной валлийской жизни, ценности которой были подорваны на Юге Уэльса из-за индустриализации, развития городских сообществ и иммиграции иностранных рабочих. Акварель вызвала у валлийцев ностальгию по традиционному образу жизни и поэтому нашла место на стенах многих жилищ в течение всего XX века. По мнению Джона Харви, если легенда о присутствии дьявола на шали имеет основания, то «Салем» предупреждает нонконформистов о лицемерии внешнего проявления религиозности в случае, когда сердце далеко от Бога.
Профессор Университета в Суонси и председатель Совета по делам искусств Уэльса Дай Смит писал, что на акварели «Салем» художник изобразил «просто, но традиционно одетых прихожан на голых скамьях и очень старую даму, благоговейно сжимающую Библию». Он называл эту работу Воспера лучшим изображением «скромного крестьянского быта в Уэльсе на жанровой картине». Цветную и дорогую шаль на центральном персонаже исследователь связывал с экспериментами художника «в цвете и дизайне». Однако, независимо от целей, которые ставил перед собой автор акварели в разделенном на классы обществе, по мнению Дая Смита, возникло убеждение в тщеславии старухи, прибывшей так великолепно одетой на молебен с опозданием. С точки зрения Смита, именно «общественное сознание» попыталось доказать осуждение автором тщеславия якобы присутствующим на акварели изображением дьявола.
Литературный критик Дэвид Теквин Ллойд проанализировал реальную планировку часовни Салем и сопоставил её с изображением на акварели. В результате такого сопоставления он пришёл к выводу, что Шан Оуэн не входит в часовню, а покидает её в самый разгар молебна. Шан на картине стоит лицом к дневному свету, который поступает в часовню через открытую дверь. При этом она направляется к двери, полная непререкаемой решимости. По мнению Ллойда, один из мужчин провожает её взглядом. Другие погружены в молитву. Женщин, изображённых на акварели, Ллойд охарактеризовал как «по-деревянному невыразительных». По мнению критика, работа Воспера не воспевает «безмятежное сельское благочестие», а демонстрирует острый конфликт между яркой личностью и остальными членами религиозной общины. Ллойд допускал, что причиной его могла стать пёстрая шаль, наброшенная на плечи Шан. Мрачное выражение лица пожилой женщины, с его точки зрения, может даже предполагать её исключение из общины. Ллойд писал, что во многих общинах временное отстранение от общения было способом смирить гордыню верующего.

### Акварель в работах начала XXI века
Питер Лорд считал, что акварель представляет валлийскую деревню как новую Аркадию и одновременно демонстрирует образец нонконформистского благочестия. Он писал: «[Акварель] завладела воображением публики своим однозначно валлийским [художественным] языком, поскольку многие стали воспринимать её как неотъемлемый и мощный символ их валлийской национальной идентичности». По его мнению, распространение суждений о символизме картины ещё больше повысило интерес публики, даже несмотря на резкое отрицание подобных трактовок самим художником. Воспер действительно категорически отрицал, что лицо дьявола можно увидеть в складках и узорах шали. В письме к хранителю Художественной галереи леди Левер от 12 марта 1940 года художник писал: «Время от времени в валлийских газетах появлялось довольно много писем, некоторые обвиняли меня в том, что я поместил Дьявола в картину. На самом деле редактор Y Cymro написал мне и спросил, было ли это умышленно с моей стороны. Конечно, это не так».
Искусствовед, автор монографии о творчестве художника, Джолион Гудмен обращал внимание, что, как и в большинстве других работ Воспера, акварель «Салем» детально воспроизводит реальную сцену из жизни. Единственное бесспорное отклонение от реальности он видел в желании художника показать Шан Оуэн с вытянутой правой рукой, для того, чтобы открыть дверцу к своей скамье. В часовне этой дверцы нет. В композиции акварели Гудмен отмечал «приглушённый колорит», пустые крючки для одежды, циферблат часов со стрелками, остановившимися на 10.57, и движущимся маятником, смутно видимый в окне образ девушки, собирающей полевые цветы, скромный декор интерьера и «мрачно-коричневые скамьи». Всё это, по его мнению, вступает в контраст с фигурой Шан Оуэн, с её чётко «прорисованным, волевым лицом с морщинами». На ней одета шаль поразительно ярких цветов, изображённых в мельчайших деталях.
Джолион Гудмен также отмечал, что акварель появилась всего через пять лет после начала нонконформистского религиозного возрождения в 1904 году, когда значительная часть валлийцев стала регулярно посещать молитвенные дома. По его мнению, работа Воспера отражала также устремлённость жителей Уэльса в это время к более простому и благочестивому образу жизни, в котором дом и часовня занимали центральное место. Способность Воспера изображать сцены из повседневной жизни без романтики или сентиментальности пробуждала в зрителях ностальгию по ушедшим временам. Именно соединение сразу нескольких факторов способствовало закреплению за акварелью «Салем» культового статуса. Гудмен выражал сомнение, что образ Шан Оуэн воплощает грех тщеславия и гордыни. По его мнению, такие чувства невозможно увидеть на лице пожилой женщины, больше того, ни один из прихожан часовни не был отвлечен от своих мыслей и молитв её появлением. Однако, с его точки зрения, нельзя отрицать, что любопытство зрителей к этой проблеме сделало данное произведение искусства ещё более известным. Он ссылался на слова профессора Энтони Джонса: «Это картина, которая провоцирует и завораживает, — моральная игра в красках».
Хотя на первый взгляд акварель Воспера изображает благочестивую атмосферу, царящую в интерьере сельской валлийской часовни, такие детали, как часы и «лицо дьявола» на шали, придали этому произведению ещё один дополнительный смысл. Именно этот второй смысл, по мнению искусствоведов Национальных музеев Ливерпуля, обеспечил работе художника известность, выведя её из рамок изображения «причудливой» для жителей крупных городов Востока Британии валлийской национальной одежды и доминирующей в акварели фигуры матери, считавшейся столь важной для семейной жизни Уэльса на протяжении всего XIX века.
Сотрудник Национального музея Уэльса Оливер Фэрклаф отмечал происхождение художника не из самого Уэльса, а из другого кельтского региона — Корнуолла. Воспер, по его мнению, сентиментально относился к «Старому Уэльсу», и не может считаться простым туристом, стремящимся запечатлеть в своей работе лишь местную экзотику. По мнению искусствоведа, картина «Базарный день в старом Уэльсе» является парной к «Салему», и в противоположность ему изображает не религиозную, а светскую жизнь валлийской провинции. Фэрклаф упоминал о ещё одной дискуссии, которая в своё время разгорелась по поводу картины Воспера: Шан Оуэн пришла с опоздание на службу, или, напротив, она уходит вскоре после её начала? Искусствовед также обращал внимание на то, что широкий успех картины у широкой аудитории, возможно, не был целью автора, который предназначал её для продажи состоятельному коллекционеру. Ещё одну гипотезу высказал Тал Уильямс. Он предположил, что в направлении, куда идёт Шан Оуэн, находится скамья, похожая на расположенную под часами на противоположной стороне часовни. Шан Оуэн могла пробиралась к скамье. На это, по его мнению, указывает её правая рука у приоткрытой дверки. Оуэн, по замыслу художника, собирается сесть напротив Роберта Уильямса и присоединиться к нему в молитвах. Уильямс согласен с тем, что «Старый Уэльс» — парная акварель к «Салему». По его словам, суеверные валлийцы считали неудачным выставлять одну картину без пары.
Баптистский пастор Гетин Рассел-Джонс писал, что копия акварели, которая висела в его доме, принадлежала деду и бабушке — Тому и Мэтти (Марте) Джонс. Эта копия была подарена его родителям на свадьбу в 1946 году и впоследствии украшала холлы особняков, в которых проживала семья. Гетин Рассел-Джонс называет картину в своей книге «жуткая и странная», пишет, что в детстве она внушала ему страх. Фигуры на ней суровые и молчаливые, категорически осуждающие любое нарушение религиозной морали. Он находил на акварели сразу несколько загадок. Часы на стене показывают, что уже десять часов, и немногие собравшиеся в часовне погрузились в молчание перед скорым началом собрания. Шан Оуэн опаздывает, что вместе с её дорогой шалью должно привлечь к ней внимание присутствующих. Пастор оценивал сцену на акварели как тонкий намёк Воспера на религиозное лицемерие. В этом произведении, по мнению мемуариста, присутствует отсылка на сверхъестественные силы. С первого знакомства с работой художника зрители упорно видели лицо дьявола на шали Шан Оуэн, хотя сам Воспер всегда отрицал, что сознательно разместил на этом фрагменте акварели подобное изображение. Однако, он признал, что изобразил лицо призрака (англ. ghostly face) за окном часовни.
Тал Уильямс отмечал, что «Салем» является «образцом тонкой акварельной живописи». Для него характерны простота и искренность. Детали работы ясны, рисунок точен, а насыщенные цвета гармонично сочетаются. Особо он выделял, как умело Воспер передал ощущение преходящего времени с помощью маятника настенных часов. На противоположной от зрителя стене художник изобразил одни только крючки для одежды, в то время как многие живописцы поместили бы там зонтики или одежду. Уильямс также обращал внимание на деликатность в изображении почти незаметной для зрителя испуганной маленькой девочки в окне.

## Акварель в культуре и повседневной жизни Великобритании

### Широкая популярность акварели у валлийцев и её причины
Средства массовой информации связывают популярность работы Курноу Воспера с начавшимся в 1904 году Валлийским общенациональным религиозным возрождением, но впервые акварель получила широкую известность во всей Британской империи, когда владельцы акварели стали использовать изображение для рекламы мыла фирмы Lever Brothers «Sunlight Soap». Объединение товара широкого потребления и произведения искусства стало одной из первых в Великобритании маркетинговых «схем лояльности потребителей». К каждому куску мыла прилагался коллекционный жетон, и потребители, купившие мыло Sunlight на общую сумму в семь фунтов, могли обменять их на цветную печатную копию «Салема». Этот коммерческий ход привёл не только к массовому производству печатных копий, но и к появлению в домах представителей рабочего класса в Уэльсе «собственного» произведения искусства. По мнению мемуариста Гетина Рассела-Джонса, художник, который представлял свои произведения в престижных салонах Парижа, намеренно «позволил» рабочим Уэльса положить начало своим «коллекциям» живописи. В изображении сильной и независимой в своих поступках женщины на акварели, с точки зрения Рассела-Джонса, можно увидеть исток решения его собственного отца, который отказался от поступления на военную службу по призыву в ходе Второй мировой войны. Среди других причин популярности картины было и то, что в период до Первой мировой войны было отпечатано не так много других столь качественных цветных изображений на темы, связанные с повседневной жизнью Уэльса.
Джолион Гудмен писал, что за несколько лет до покупки «Салема» Левер уже приобретал картины других художников, которые использовал, а иногда и «адаптировал» для рекламы своего мыла Sunlight. Исследователь отмечал, что репродукция акварели доставалась покупателям, купившим 71 фунт (около 3,2 кг) мыла. Гудмен сообщал, что Воспер, посетивший Северный Уэльс позже в том же 1909 году, пришёл в ужас, увидев репродукцию «Салема» на задней стене местного магазина. Его попытки получить гонорары от продажи репродукций оказались безуспешными, поскольку в то время ещё не существовало законодательства о защите авторских прав.
Питер Лорд писал в своей монографии «Индустриальное общество», что причинами широкого распространения акварели и её популярности была не только рекламная акция с мылом Sunlight, но и интерес к традиционному образу сельской жизни среди промышленных рабочих, уходящих своими корнями в «старый Уэльс», и «неудовлетворенный спрос на национальные образы любого рода». Он отмечал, что чаще всего печатная копия акварели «Салем» встречалась на стенах жилищ в промышленных поселках. Данной проблеме исследователь посвятил даже отдельную статью «„Салем“. Национальная икона» (англ. «Salem. A National Icon»). В ней он отмечал, что Курноу Воспер не собирался создавать работу для «валлийской пролетарской аудитории», он ориентировался на зажиточных англичан, которые часто посещали выставки в Королевской академии и были платёжеспособными покупателями его произведений. По мнению Лорда, «Салем» проникнут ностальгией. Индустриальному Уэльсу противопоставлен старый сельский образ жизни, который многие из первых зрителей могли сами вспомнить и о котором рассказывали молодому поколению в то время пожилые люди. Летнее солнце, символизирующее новое и освещающее интерьер часовни, по мнению Лорда, напоминает о том, что такой Уэльс остался в прошлом. Шан Оуэн, родившаяся в 1837 году, олицетворяет спокойствие и древность предшествующей эпохи. Лорд допускал, что марксистам и феминисткам картина может показаться неприемлемой, так как она укрепляет традиционные ценности, против которых они выступают.
Выдвигалось предположение, что трагическая гибель обоих внуков Шан Оуэн во время Первой мировой войны придала акварели ещё большую актуальность. В валлийском обществе существовало особое почитание женщины и акварель напоминала о тысячах других валлийских женщин, чьи дети и внуки погибли во время двух мировых войн.
В 1937 году остававшиеся отпечатки акварели «Салем» были приобретены и распространялись сэром Иваном аб Оуэном Эдвардсом, основателем Союза молодых валлийцев. Акварель «Салем» была воспроизведена Союзом молодых валлийцев в высоком качестве на обложке календаря «Cymru Rydd» в 1950, 1956 и 1957 годах. Многие жители Уэльса воспользовались этим, вырезав изображение и разместив его в своих домах. Валлийский писатель, поэт и драматург Томас Роуленд Хьюз описал картину в получившем широкую известность стихотворении «Салем», опубликованном в 1948 году. В 1959 году стихотворение акварели и её автору посвятил другой валлийский поэт Дик Джонс. Известность акварели привела к массовому паломничеству её почитателей в саму часовню Салем. Джанет Хейворд, которая была секретарём в часовне около полувека, принимала их, одевая традиционную валлийскую шляпу и набрасывая на себя шаль с узором, который изображён художником. Она рассказывала посетителя историю создания акварели.
Картина продолжает вызывать восхищение жителей Уэльса как символ валлийской культуры и очаровывает зрителей изображением образа жизни простых людей в британской провинции на рубеже XIX и XX века. Гетин Рассел-Джонс считал акварель одним из трёх наиболее важных национальных культурных раритетов для валлийцев начала XX века наряду с переводом Библии, осуществлённым англиканским епископом Уильямом Морганом, и переводом книги «Путешествие Пилигрима в Небесную Страну» английского проповедника Джона Баньяна. Питер Лорд считал, что в таком качестве «Салем» Сиднея Курноу Воспера вытеснил из сознания жителей Уэльса другую картину — полотно Дэвида Кокса Старшего «Валлийские похороны» (англ. «A Welsh Funeral, Betwys-y-Coed», 1847—1850, холст, масло, 54 × 74,9 см, Британская галерея Тейт, Лондон, инв. N04844). Современный британский путеводитель по Северному Уэльсу утверждает, что репродукции акварели до сих пор украшают дома «валлийцев по всему миру», а сама она «стала фольклорной».
В 1991 году Тал Уильямс опубликовал получившую широкое признание книгу «Салем», в которой описал историю часовни, людей и события, связанные с акварелью, а также её воздействие на культуру Уэльса. В 2015 году Джолион Гудмен в монографии, посвящённой творчеству Сиднея Курноу Воспера, отдельную главу под названием «„Салем“ и после» посвятил истории создания акварели и её искусствоведческому анализу.

### «Салем» Воспера в произведениях искусства
Валлийский музыкант, режиссёр кино и телевидения Эндав Эмлин свой второй музыкальный альбом, выпущенный в 1974 году, назвал «Салем». «Я помню, как [акварель] „Салем“ висела на стене в доме моей тёти Нел», — объяснял он и добавлял: «Я знал легенду о дьяволе в шали, которая была темой многих серьёзных дискуссий». Спустя сорок лет после выпуска альбома Эндав Эмлин снова посетил часовню Салем и другие места, связанные, как с произведением Воспера, так и с его персонажами, с целью создания посвящённой акварели передачи для телеканала S4C.
В 1988 году художник Хивел Харрис создал абстрактную версию акварели Воспера. Он акцентировал внимание зрителя на времени на циферблате часов, на предполагаемом изображении дьявола в шали, а также изобразил нимбы вокруг голов персонажей картины, так как они, по словам Уильямса, практически «канонизированы» валлийцами. На картине Клиффорда Маклукаса «Мистер Киног Давис» (англ. «Mr. Cynog Dafis», 1988) изображён современник художника — валлийский политик. Его портрет (прямоугольная цветная фотография лица и перпендикулярная к ней и более широкая фотография костюма политика по грудь) окружён страницами газет, вокруг него развивается на ветру ярко-красная ткань. Из верхнего левого угла картины в правый нижний направлен ряд изображённых достаточно условно пронумерованных от «79» до «87» чёрных стульев. Под портретом находится ряд из семи чёрно-белых фотографий Маргарет Тэтчер, а ещё ниже надписана чёрными буквами строка, образующая предложение; «В складках её платья мы видим…». Заключительные слова частично скрыты за чёрными стульями. Самое последнее слово предложения, возможно, звучит как «дьявол» («В складках её платья мы видим дьявола»), что, по мнению Роуэна О’Нилла, предполагает связь между картиной МакЛукаса и «Салемом» Воспера.
Тал и Ирис Уильямс изготовили ограниченным тиражом памятную тарелку из костяного фарфора, посвящённую «Салему», а также включили его воспроизведение в созданный ими набор гобеленов. В 2009 году они выпустили DVD с рассказом о создании книги о часовне и акварели и своём визите в часовню в год столетия работы Воспера. В 2000 году валлийская газета Y Cymro поручила иллюстратору и карикатуристу Гарету Робертсу переработать Салема в современном стиле. В 2013 году в Гвинедском музее и художественной галерее в Бангоре была организована выставка под названием «Воспоминания о „Салеме“», на которой была представлена и сама акварель Воспера, предоставленная Художественной галереей леди Левер.
Валлийский художник и скульптор Карвин Эванс в 2008 году создал работу, которая отражает его собственное восприятие знаменитой картины Курноу Воспера. Отправной точкой его концепции стала эпитафия Шан Оуэн, которая гласит: «Я сильно страдаю, оживи меня, Господи, по слову Твоему» (Псалом 118, стих 107). Местная традиция утверждает, что эпитафия стала результатом презрения общества к пожилой женщине после начала массового тиражирования картины, но Эванс предположил, что эта версия ошибочна. «Я знаю, что она потеряла членов своей семьи во время Первой мировой войны, и я думаю, что эпитафия может быть ссылкой на это [событие]». Он говорил в интервью 2013 года: «Я чувствовал, что меня затянуло в историю Шан, меня охватил ажиотаж. Теперь я надеюсь, что законченная работа будет для неё больше данью уважения, чем чем-либо ещё».